# Bateria de tracció

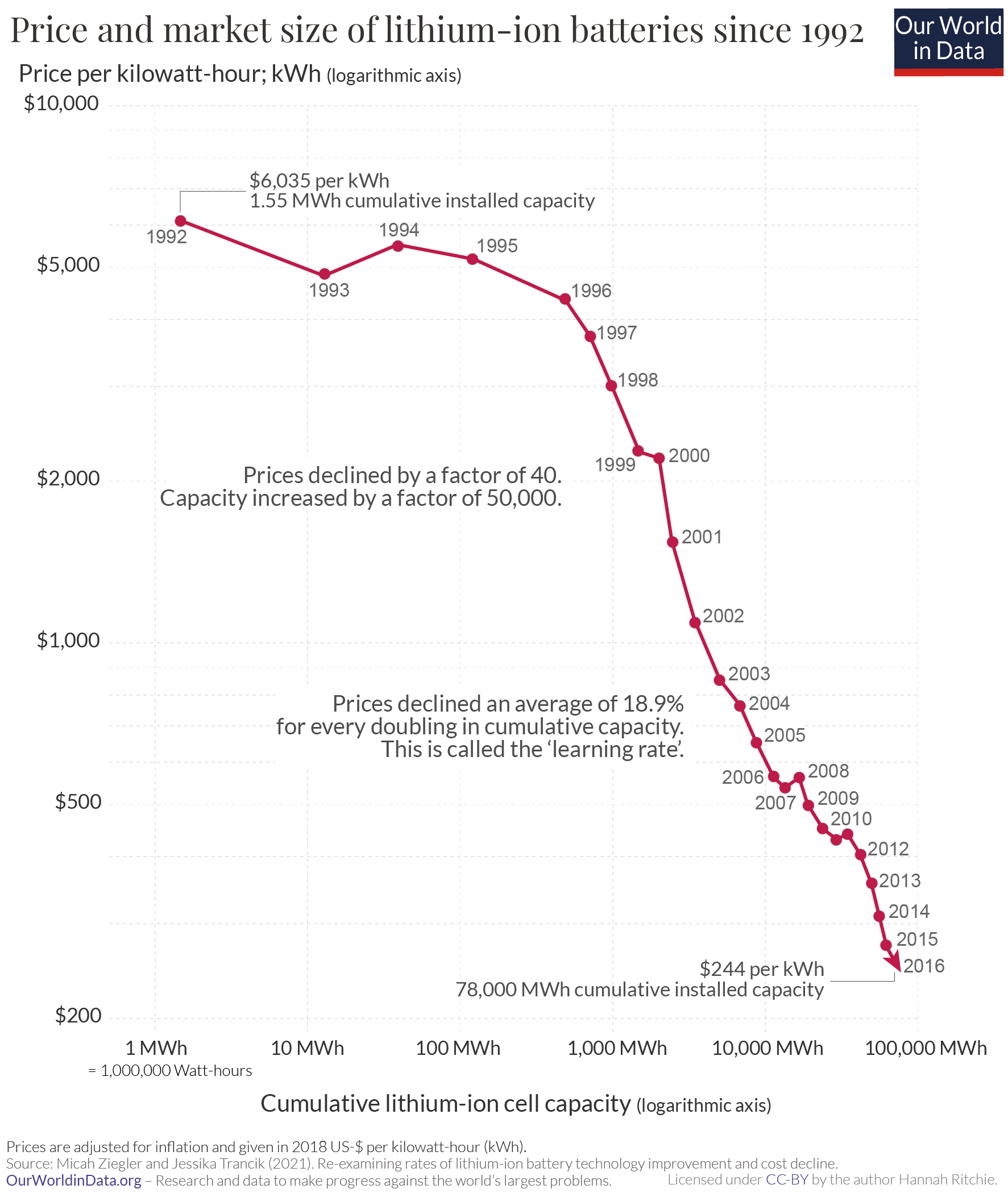
Corba d'aprenentatge de les bateries de ions de liti: el preu de les bateries es va reduir en un 97% en tres dècades.

Una bateria de tracció és una bateria elèctrica que impulsa el moviment d'un vehicle elèctric o híbrid elèctric. Es distingeix de la bateria d'arrencada que permet alimentar el motor d'arrencada i l'equipament elèctric del vehicle.
Les bateries de tracció més utilitzades actualment són les de ions de liti i per a la unió dels seus components sol utilitzar-se la soldadura per raig làser.
Es tracta d'una tecnologia que es pot utilitzar en combinació amb l'electricitat renovable per optimitzar la xarxa elèctrica (V2G). Una bateria dun vehicle pot rebre electricitat de la xarxa o pot aportar electricitat a la xarxa. Tant la recepció com l'aportació poden ser gestionats per un programari que optimitza aquest procés, depenent de tot un seguit de paràmetres, entre els quals destaca sobretot l'horari d'ús del vehicle i la distància que cal recórrer. És un handicap que molts automobilistes estaran disposats a suportar si això els suposa beneficis monetaris, ja que es podrà adquirir energia quan és més barata (a la nit) i es podrà vendre quan és més cara (durant el dia).

## Fàbriques
A principis de 2022, la major fàbrica europea de bateries de tracció es trobava a Polònia i pertanyia a LG. Aquest mateix any, Volkswagen va anunciar la construcció de la seva primera planta de bateries fora d'Alemanya a Sagunt, sempre que se li subsidiés uns €750 milions.

## Capacitat
Cotxes elèctrics
- Hyundai Ioniq : 38,3 kWh
- Hyundai Kona : 64 kWh
- BMW i3: 22 - 33 kWh
- Tesla Model S: 60 - 90 kWh
- BYD e6 : 60 - 82 kWh
- Nissan Leaf: 24 - 30 kWh
- Renault Fluence ZE: 22 kWh
- Renault Twizy: 6 kWh
- Renault Zoe: 22 kWh
- Volkswagen e-Golf : 24 - 36 kWh
- Volkswagen XL1 : 5.5 kWh

Híbrids endollables
- Audi Q7 e-tron: 17 kWh
- BMW i8 : 7 kWh
- BMW 330e iPerformance: 7.6 kWh
- Chevrolet Volt : 16 - 18 kWh
- Ford Fusion II / Ford C-Max II Energi: 7.6 kWh
- Fisker Karma : 20 kWh
- Porsche 918 Spyder : 6.8 kWh
- Toyota Prius III Plug-in: 4.4 kWh
- Volkswagen Golf GTE: 8.8 kWh

Híbrids no endollables
- Chevrolet Malibu : 1.5 kWh
- Ford Fusion II / Ford C-Max II: 1.4 kWh
- Toyota Prius II: 1.3 kWh
- Toyota Prius III: 1.3 kWh